# 艾元复
艾元复，直隶宣化（今河北宣化）人，是一名清朝政治人物。
艾元复曾于1727年接替张安国任金山县知县一职，1727年由黄鸣鹤接任。